# Karlsøy
Karlsøy (en sami septentrional: Gálssa suohkan) es un municipio e isla de la provincia de Troms, Noruega. El centro administrativo es Hansnes. Otras localidades son Dåfjord, Hessfjord, Karlsøya, Torsvåg, Vannvåg y Vannareid. El municipio se compone de varias islas habitadas, como Ringvassøya, Reinøya, Vannøya, Karlsøya y Rebbenesøya y otras que están deshabitadas, como Helgøya, Nordkvaløya, Grøtøya y Nord-Fugløya.

## Evolución administrativa
El municipio ha sufrido varios cambios territoriales, los cuales son:
| Año  | Cambio territorial                                                | Población |
| ---- | ----------------------------------------------------------------- | --------- |
| 1838 | Fundación                                                         |           |
| 1867 | Ullsfjord es cedido a Lyngen                                      |           |
| 1886 | Helgøy se separa y se convierte en municipio                      | 1334      |
| 1964 | Helgøy se fusiona con Karlsøy y la zona continental pasa a Lyngen | 3414      |
| 2008 | El sur de la isla de Reinøya pasa de Tromsø a Karlsøy             |           |

## Etimología
El nombre se debe a la isla de Karlsøya (nórdico antiguo: Kalsøe). El primer elemento del caso genitivo es el nombre masculino Karl y el segundo es øy que significa «isla». Antes de 1909 el nombre era Karlsø.

## Economía
Karlsøy es uno de los exportadores de bacalo salado estando Portugal, España y Brasil entre sus compradores principales. El sector económico principal es la pesca, aunque existen pastores de cabras y músicos. El turismo se ha incrementado, debido al festival que promociona la zona y su historia.

## Geografía y naturaleza

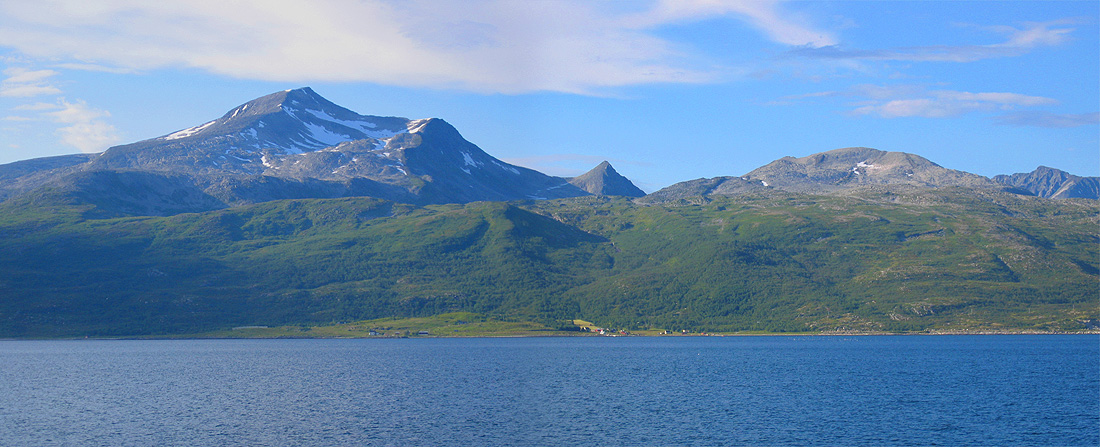
Isla de Vanna desde el transbordador

El territorio consta solamente de islas. Ringvassøya, la sexta isla más grande de Noruega, es la más grande. Nordkvaløya, Helgøya, Karlsøya, Vanna (Vannøya), Reinøya y Rebbenesøya le siguen en tamaño.
Las islas de Rebbenesøy y Ringvassøy están divididas (como Reinøya antes del 2008), perteneciente su parte sur de ellas a Tromsø. Esto se debe a que antes el único medio de transporte eran los barcos. En la actualidad hay caminos, lo cual ha llevado a una situación incómoda. Por lo cual Reinøy fue anexada a Karlsøy el 1 de enero de 2008. Soltindan es la montaña más alta con 1051 m sobre el nivel del mar.
Karlsøya, es un pueblo pintoresco con la iglesia de Karlsøy como principal edificación. Los habitantes son una mezcla de noruegos, musulmanes y hippies. La flora existente es llamativa.
Helgøya, el antiguo centro administrativo de Helgøy, está en el oeste Karlsøy. Está en un estado de semi-abandono destacando la iglesia de Helgøy. Sólo se accede a ella mediante tours y eventos que se lleven a cabo en la iglesia.
El lago Skogsfjordvatn, en el centro de Ringvassøy, es famoso por la pesca. Está rodeado por bosque sub-ártico. Es el mayor lago en una isla del país. La isla de Vannøya tiene las villas de Burøysund y Torsvåg, las cuales tienen una buena vista al océano Atlántico desde el faro de Torsvåg

## Gobierno
El municipio se encarga de la educación primaria, asistencia sanitaria, atención a la tercera edad, desempleo, servicios sociales, desarrollo económico, y mantención de caminos locales.

### Concejo municipal
El concejo municipal (Kommunestyre) tiene 17 representantes que son elegidos cada 4 años y estos eligen a un alcalde. Estos son:

### Karlsøy Kommunestyre 2015-2019
| Partido                            | Número de representantes |
| ---------------------------------- | ------------------------ |
| Partido Laborista                  | 4                        |
| Partido del Progreso               | 4                        |
| Partido Conservador                | 1                        |
| Partido de Centro                  | 3                        |
| Partido de la Izquierda Socialista | 2                        |
| Independientes                     | 3                        |

## Transportes
La capital es Hansnes, que tiene conexión con Tromsø mediante un túnel submarino. Desde el centro, hay rutas de transbordadores hacia Vannøy, Reinøy y Karlsøy. El túnel de Langsund está en construcción y se espera que abra en 2015. Conectará las islas de Reinøya y Ringvassøy. Rebbenesøy tiene un servicio de transbordador que la conecta con Mikkelvik, al oeste de Ringvassøy.

## Atracciones

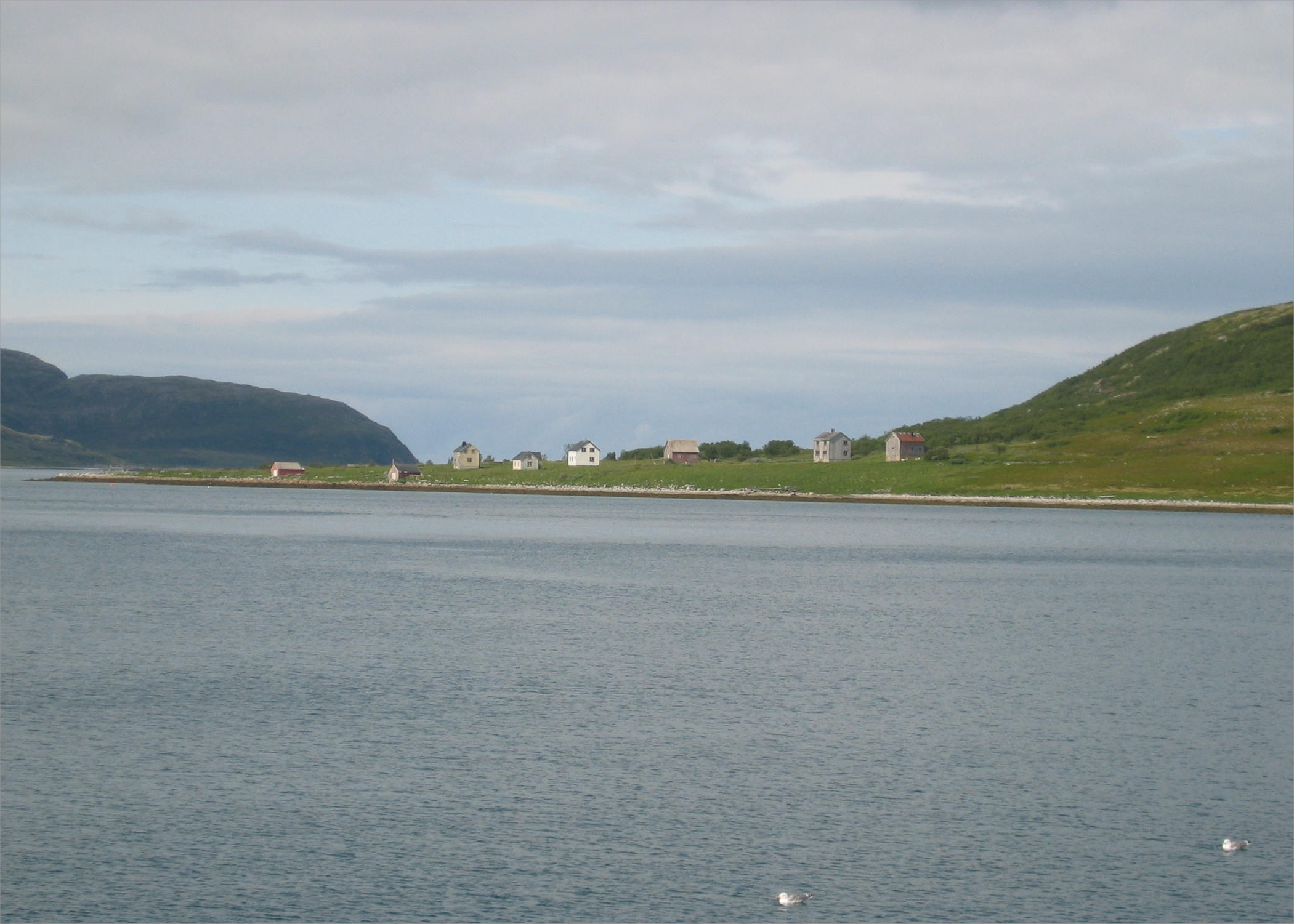
Vista desde Burøysund

Karlsøy posee los siguientes sitios de interés:
- La isla de Nord-Fugløya y sus colonias de frailecillos.
- El faro de Fugløykalven, al noroeste de Nord-Fugløya
- Existe una meseta en Nord-Fugløya, sobre el nivel del mar, en donde crecen moras de los pantanos. Se organizan expediciones desde Burøysund para su cosecha.